# مطار باميوت
مطار باميوت (بالجرينلاندية: Mittarfik Paamiut)(إياتا: JFR، إيكاو: BGPT) هو مطار مدني يقع على بعد 1.9 كيلومتر شمال شرق مدينة باميوت الواقعة جنوب جرينلاند. بني المطار في 2007.

## شركات الطيران والوجهات
| شركـات طيـران  | الوجهات                   |
| -------------- | ------------------------- |
| طيران جرينلاند | مطار نارسارسواك، مطار نوك |